# Jake Stewart
Thomas Jake Stewart (Coventry, 2 oktober 1999) is een Brits wielrenner die anno 2024 rijdt voor Israel-Premier Tech.

## Overwinningen
2022
Jongerenklassement Vierdaagse van Duinkerke
Jongerenklassement Boucles de la Mayenne
1e etappe Ronde van de Ain
2023
1e etappe Ronde van de Ain
2025
5e etappe Vierdaagse van Duinkerke
5e etappe Critérium du Dauphiné

## Resultaten in voornaamste wedstrijden
| Jaar | Ronde van Italië | Ronde van Frankrijk | Ronde van Spanje |
| ---- | ---------------- | ------------------- | ---------------- |
| 2020 |                  |                     |                  |
| 2021 |                  |                     |                  |
| 2022 |                  |                     | opgave           |
| 2023 | 92e              |                     |                  |
| 2024 |                  | opgave              |                  |
| 2025 |                  | 108e                |                  |

| Jaar | Milaan-San Remo | Gent-Wevelgem | Ronde van Vlaanderen | Parijs-Roubaix | Amstel Gold Race | Omloop Het Nieuwsblad | Parijs-Tours |  | WK op de weg |
| ---- | --------------- | ------------- | -------------------- | -------------- | ---------------- | --------------------- | ------------ |  | ------------ |
| 2020 |                 | 35e           | opgave               |                |                  |                       |              |  |              |
| 2021 |                 |               |                      | opgave         |                  | ↑                     | 50e          |  | opgave       |
| 2022 |                 |               |                      |                |                  |                       | 79e          |  | 102e         |
| 2023 | 87e             | opgave        |                      | opgave         |                  | 17e                   |              |  | opgave       |
| 2024 |                 | opgave        |                      |                | opgave           |                       | 79e          |  | opgave       |
| 2025 | 92e             |               | 107e                 |                |                  | 20e                   |              |  |              |

## Ploegen
- 2020 –  Groupama-FDJ (vanaf 1 oktober)
- 2021 –  Groupama-FDJ
- 2022 –  Groupama-FDJ
- 2023 –  Groupama-FDJ
- 2024 –  Israel-Premier Tech
- 2025 –  Israel-Premier Tech

Armirail · Bonnet · Brunel · Delage · Démare · Duchesne · Frankiny · Gaudu · Geniets · Guarnieri · Gugliemi · Konovalovas · Küng   · Ladagnous · Le Gac · Lienhard · Ludvigsson · Madouas · Molard · Pinot · Reichenbach · Roux · Sarreau · Scotson · Seigle · Sinkeldam · Thomas · Vincent · Davy (stagiair) · Stewart (stagiair)
Armirail · Badilatti · van den Berg · Bonnet · Brunel · Davy · Delage · Démare · Duchesne · Gaudu · Geniets · Guarnieri · Gugliemi · Konovalovas · Küng     · Ladagnous · Le Gac · Lienhard · Ludvigsson · Madouas · Molard · Pinot · Reichenbach · Roux · Scotson · Seigle · Sinkeldam · Stewart · Thomas · Valter
Armirail · Askey · Badilatti · Davy · Démare · Duchesne · Gaudu · Geniets · Guarnieri · Konovalovas · Küng   · Ladagnous · Le Gac · Lienhard · Ludvigsson · Madouas · Molard · Pacher · Penhoët (vanaf 1/8) · Pinot · Reichenbach · Roux · Scotson · Sinkeldam · Stewart · Storer · Valter · van den Berg · Welten
Armirail · Askey · Davy · Démare (tot 31/7) · Gaudu · Geniets · Germani · Grégoire · Konovalovas · Küng · Ladagnous · Le Gac · Lienhard · Madouas · Martinez · Molard · Pacher · Paleni · Penhoët · Pinot · Pithie · Scotson · Stewart · Storer · Thompson · van den Berg · Watson · Welten
Ackermann · Bennett · Blackmore (vanaf 3/5) · Boivin · Clarke · Einhorn · Frigo · Froome · Fuglsang · Gee · Hofstetter · Hollyman · Houle · Kogut · Neilands · Pickrell · Raisberg · Riccitello · Sagiv · Schultz · Schwarzmann · Sheehan · Stewart · Strong · Teuns · Van Asbroeck · Vernon · Williams · Woods · Würtz Schmidt · Zabel (tot 2/5) · Brown (stagiair)